# Coimbra
För andra betydelser, se Coimbra (olika betydelser).
Coimbra (portugisiska: [kuˈĩbɾɐ]

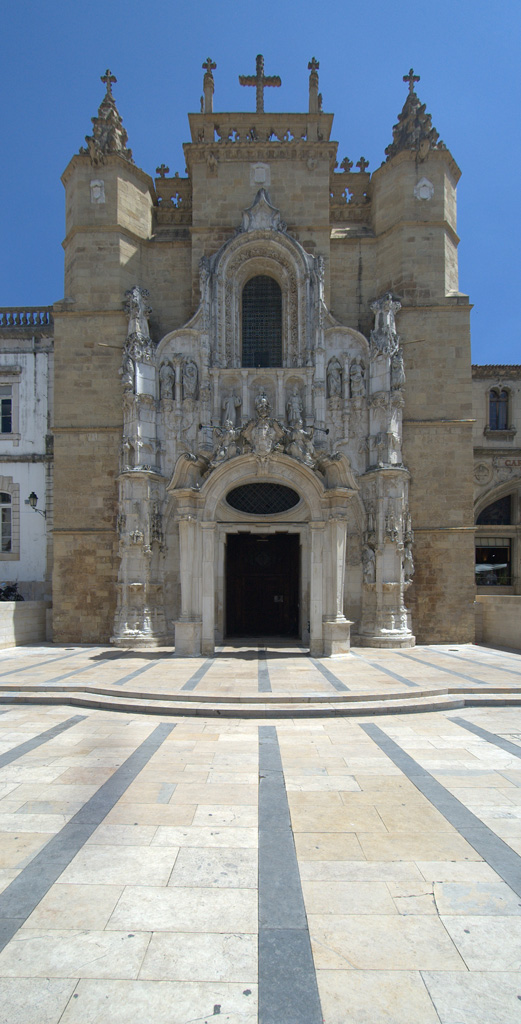
Santa Cruz-klostret.

 ( lyssna)) är en anrik universitetsstad i Portugal på floden Mondegos norra strand. Coimbra är centralort i Coimbras kommun och residensstad i distriktet Coimbra. Staden hade i början av 2005 cirka 106.600 medborgare och en yta på 316,83 km². 
Kommunen Coimbra, med en area på 319,4 km² hade närmare 143.052 invånare (2011). Coimbra är även ett storstadsområde  på 3.370 km² med 17 kommuner med sammanlagt över 440.000 invånare bor i dess storstadsområde som består av 16 kommuner och totalt 3 370 km². Staden är huvudstad i regionen Mellersta Portugal.
Coimbra anses, tillsammans med Braga, vara Portugals tredje viktigaste stad efter Lissabon och Porto, och spelar rollen som viktigaste stad i landets centrala delar. Staden, som var Portugals huvudstad mellan 1139 och 1260, har ett viktigt arkeologiskt område med extensiva ruiner som dateras tillbaka till när staden var en romersk stad under namnet Aeminium. Coimbra utvecklades till ett viktigt kulturellt centrum, mycket tack vare Coimbras universitets grundande 1290. Universitetet är ett av de äldsta i Europa och lockar studenter från hela världen, vilket ger staden en speciell och udda atmosfär.

## Etymologi
Själva ortnamnet Coimbra härstammar från latinets Conimbriga, som i sin tur verkar ha sitt ursprung i de keltiska orden conin ("stenig kulle") och briga ("befästning"). Den gamla keltiska bebyggelsen Conimbriga låg dock 17 kilometer söder om dagens Coimbra, på den plats som idag kallas Condeixa-a-Velha.
 
Under den visigotiska tiden minskade Conimbrigas betydelse. Till sist flyttades biskopssätet till grannorten Æminium, dagens Coimbra, som övertog då benämningen Conimbriga.                                                                                                                                      Under den arabiska tiden nämns orten som Medina Colimbria och slutligen uppstår det moderna namnet Coimbra, efter Reconquista. 

## Utbildning
Det finns cirka 35 000 studenter i Coimbra.

### Universitet
- Coimbras universitet

### Högskolor
- Instituto Politécnico de Coimbra (teknisk högskola)
- Escola Superior de Enfermagem de Coimbra (vårdhögskola)
- Escola Universitária das Artes de Coimbra (konsthögskola)
- Escola Universitária Vasco da Gama
- Instituto Superior Miguel Torga
- Instituto Superior Bissaya Barreto (ISBB)

### Gymnasieskolor
- Escola Secundária Infanta Dona Maria
- Escola Secundária de Avelar Brotero
- Colégio de São Teotónio
- Colégio Rainha Santa Isabel
- Escola Secundária José Falcão
- Escola Secundária de Dom Duarte
- Escola Secundária de Dom Dinis
- Escola Secundária da Quinta das Flores

## Kända personer
- Adolfo Coelho, språkforskare
- Sérgio Conceição, fotbollstränare
- Pedro Passos Coelho, premiärminister (2011-2015)
- Joana Ramos, judoutövare
- Francisco de Sá de Miranda, skald (1400-1500-talet)
- Sancha av Portugal, prinsessa, helgon (1200-talet)
- Teresa av Portugal, saligförklarad drottning (1200-talet)

## Vänorter
- Aix-en-Provence, Frankrike
- Beira, Moçambique
- Cambridge, USA
- Curitiba, Brasilien
- Fez, Marocko
- Halle, Tyskland
- João Pessoa, Brasilien
- Ilhas, Macao
- Mindelo, Kap Verdeöarna
- Padua, Italien
- Poitiers, Frankrike
- Salamanca, Spanien
- Santa Clara, USA
- Santiago de Compostela, Spanien
- Santos, Brasilien
- São Paulo, Brasilien
- Jaroslavl, Ryssland
- Lund, Sverige

## Sport

### Större idrottsanläggningar
Den största idrottsarenan i Coimbra är Estádio Cidade de Coimbra (fotboll). 

### Idrottsföreningar
- Associação Académica de Coimbra, vanligen kallat Académica, har ett fotbollslag som spelat i Primeira Liga . [6]